# Famille van der Meulen
Cette page explique l’histoire ou répertorie les différents membres de la famille van der Meulen.
Pour les articles homonymes, voir Van der Meulen.
La famille van der Meulen (olim van der Molen) était une importante famille Bruxelloise de marchands de poissons d'eau douce au Visscher Zenne ("Senne des Poissonniers"), ou "Quai des Poissonniers", dont la plupart étaient doyens de la corporation des poissonniers d'eau douce.
Les van der Meulen formaient avec les familles Parijs et Cosÿnsd'importantes lignées de maîtres poissonniers d'eau douce et de pisciculteurs qui avaient un quasi-monopole sur ce commerce à Bruxelles. Ces trois familles exercèrent sans interruption jusqu'à la fin de l'ancien régime les charges de doyen de la corporation des "Groenvisschers", à côté d'autres familles sporadiquement représentées : les Cortvrint, Goossens, Huwaert, Michiels, Van Meerbeeck, Van Mons et Suys.

## Histoire

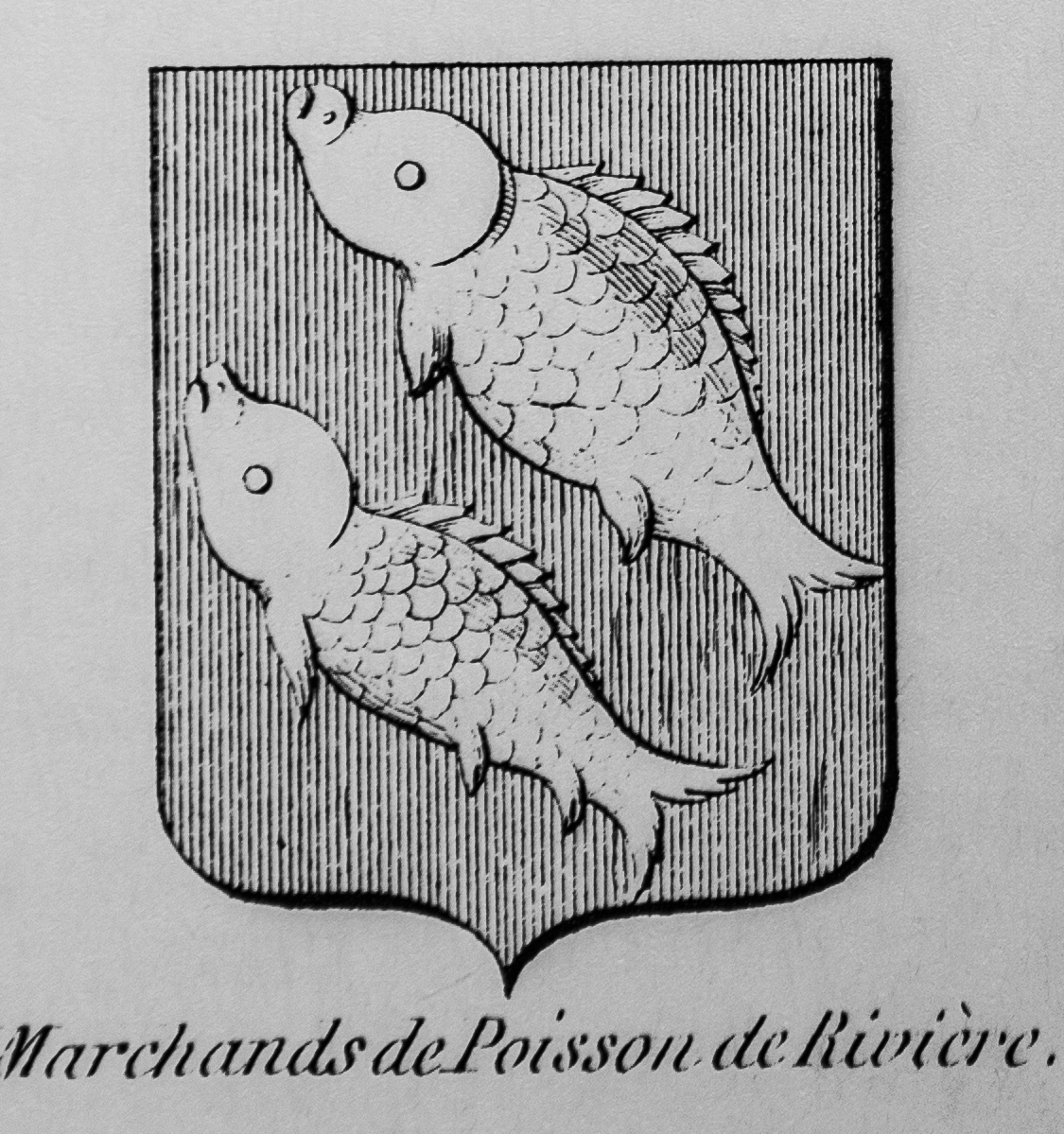
Blason de la corporation des "Groenvisschers", ou marchands de poissons d'eau douce, dont de nombreux van der Meulen furent doyens.

Depuis le XVe siècle les vander Molen/van der Moelen/van der Meulen, étaient pisciculteurs et membres de la corporation des "Groenvisschers" ou marchands de poissons d'eau douce et possédaient un grand nombre de viviers et d'étangs aux environs de Bruxelles, notamment dans la forêt de Soignes. Par héritages successifs, les étangs des enfants noyés devinrent la propriété de la famille.
Lambert van der Meulen, mort à Bruxelles le 18 octobre 1736, époux d'Élisabeth Cosyns, morte le 1er octobre 1739, fut doyen de la corporation des marchands de poissons d'eau douce en 1696, 1698, 1700.

Leur fille Élisabeth van der Meulen (1720-1769), épouse de Jean-Baptiste van Dievoet (1704-1776), fut la dernière propriétaire des étangs des enfants noyés et c'est elle qui les vendit à l'État. Elle acquit également par transmission successorale, le fief du Roetaert à Uccle-Stalle qui, après sa mort, passa à sa descendance.

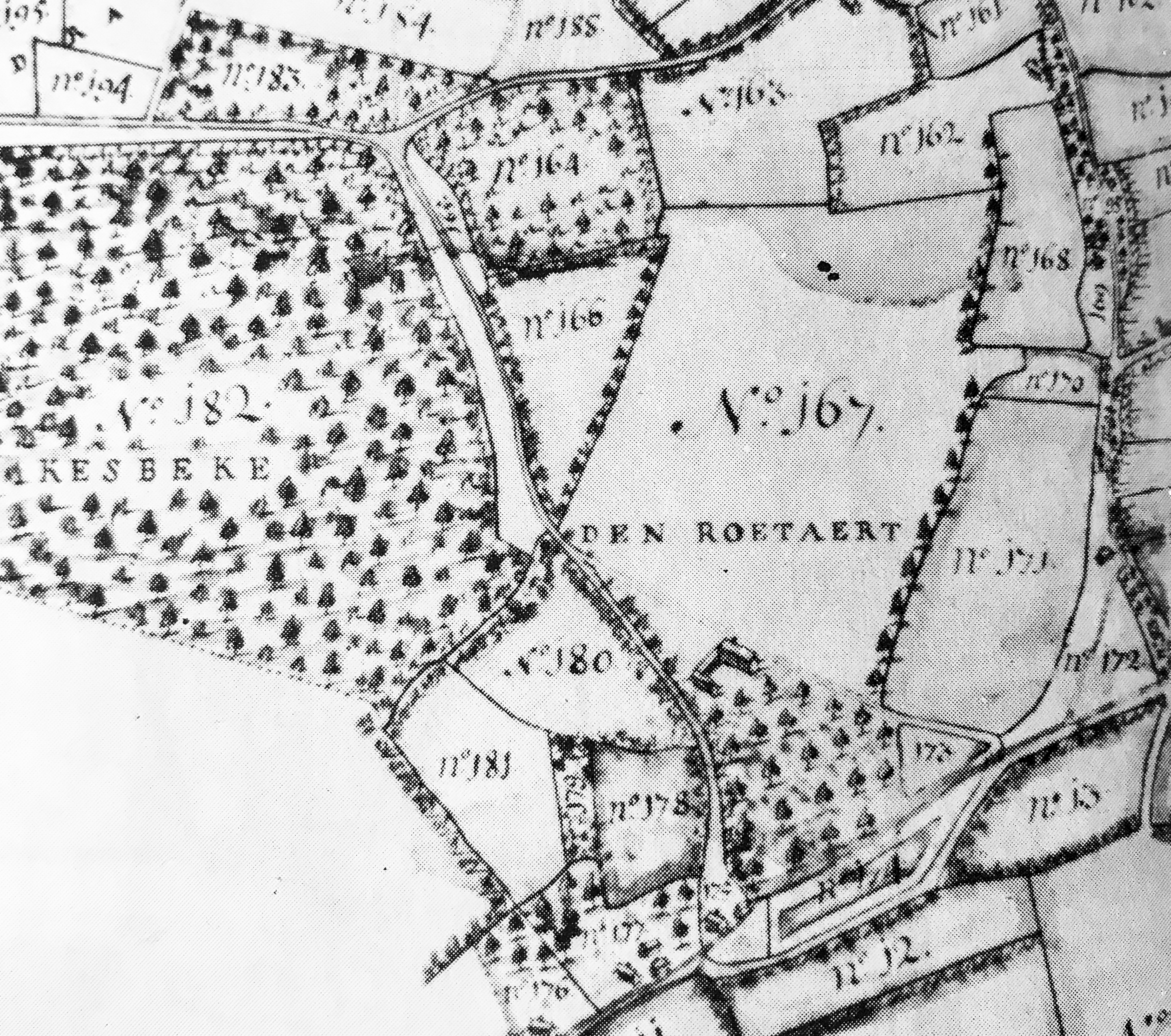
Le fief du Roetaert (N. 167) sur un plan d'Uccle de 1741. Il appartient à la famille van der Meulen de 1718 à 1769.

Son frère Lambert Benoît François van der Meulen, conseiller de la Ville de Bruxelles, doyen de la corporation des marchands de poissons d'eau douce en 1745, 1747, 1756, membre des Quarante-Cinq en 1761, époux de Josine Frémineur, était propriétaire du domaine et château de Wesenbeke, ancienne seigneurie du lieu, à Diegem, qui exista jusqu'en 1935 sous le nom de « château De Rein »", du nom de Charles De Reine (1814-1904), juge au tribunal de commerce de Bruxelles, époux d'Eugénie De Hase (1827-1907), une des dernières propriétaires, descendante directe de Lambert Benoît François van der Meulen et Josine Frémineur. C'était une demeure du XVIIIe siècle entourée d'eau avec toute une suite d'étangs poissonneux échelonnés en bordure de la Woluwe. En 1751, la seigneurie de Wesenbeke comprenait un beau château, entouré d'eau, et orné de fontaines, de vergers, de jardins, d'avenues.
Lambert Benoît François van der Meulen (1716-1780) et Josine Frémineur (1720-1788), eurent, Catherine Josine van der Meulen, baptisée à Saint-Géry (Bruxelles) le 7 septembre 1743, morte à Louvain le 19 mai 1806, et enterrée le 21 à Diegem, où sa famille possédait le château de Wesenbeke, épousa à Bruxelles (Saint-Géry), le 31 janvier 1762, le docteur Martin van der Belen, né à Louvain le 21 novembre 1728 mort à Louvain le 21 avril 1795, et enterré à Diegem, professeur ordinaire à la Faculté de médecine de l'Université de Louvain, nommé le 5 août 1754, professeur Royal d'Anatomie et de Chirurgie, par l'Impératrice Marie Thérèse.

## Généalogie

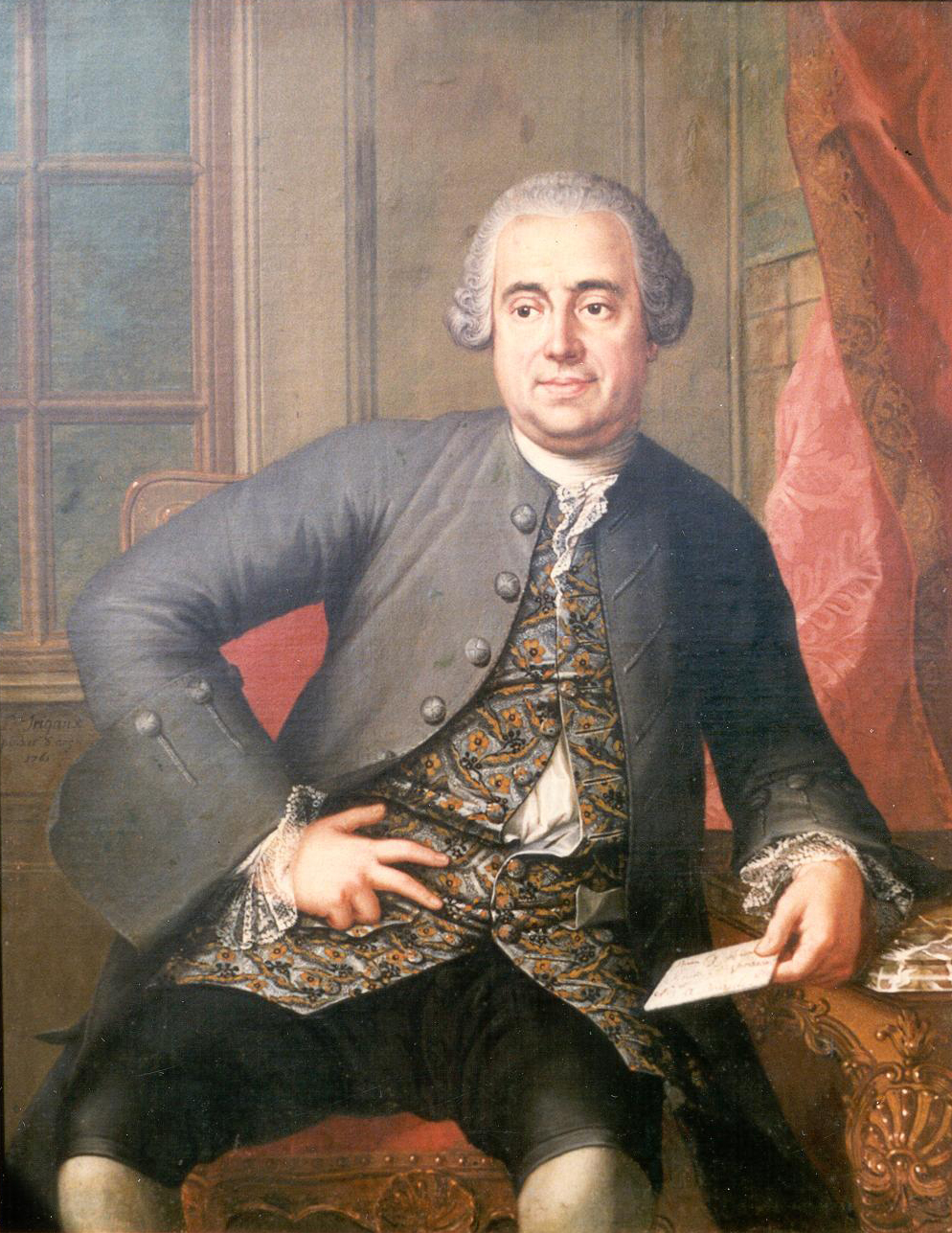
Jean-Baptiste van Dievoet (1704-1776) époux d' Elisabeth van der Meulen (portrait par Trigaux, 1761).

- Vranck van der Molen x Gudule Comperis
  - Catherine van der Moelen[20] x en 1521 à Sainte-Gudule, Luc t'Seraerts[21], fils de Jean, né vers 1490, reçu maître dans le métier des bouchers de Bruxelles le 24 juillet 1509.
  - Ingelberts van der Meulen x Cathelyne Verluytgaerde dit Winnepenninckx[22]
    - Francis van der Meulen x Anne de Beckers
      - Daniel van der Meulen x Cornélie Swalus
        - Élisabeth van der Meulen (1617-1670) x Nicolas Leyniers (1610-1658), fabricant de tapisseries.

      - Jean van der Meulen x Élisabeth Govaerts
        - Francis van der Meulen x Pétronille de Bleser
          - Lambert van der Meulen x Élisabeth Cosyns[23]
            - Lambert Benoît François van der Meulen (1716-1780) x Josine Frémineur (1720-1788)
              - Suzanne Pétronille van der Meulen x Henri De Pauw. Leurs descendants conservèrent le château de Wesenbeke à Diegem jusqu'au début du XXe siècle.
              - Catherine Josine van der Meulen (1743-1806) x Martin van der Belen (1728-1795), professeur de médecine à l'Université de Louvain.
                - Marie Catherine Jeanne Ghislaine van der Belen, née à Louvain le 10 mars 1778, morte à Bruxelles le 24 août 1830, épousa à Louvain le 5 mai 1799 Antoine Bemelmans, né à Maestricht le 16 juin 1777, mort à Saint-Josse-ten-Noode le 4 avril 1824 enterré à Diegem, conseiller de Sa Majesté à la Cour Impériale de Bruxelles, président du tribunal de Louvain.
                  - Antoine Bemelmans, avocat à la Cour de Cassation, grand-père d'Odette Bemelmans épouse d'Albert Poelaert, agent de change.

            - Élisabeth van der Meulen (1720-1769) x Jean-Baptiste van Dievoet (1704-1776)

## Tombe familiale dans l'église de Saint-Géry
La tombe familiale de la famille van der Meulen, était située dans l'église de Saint-Géry, près de l'autel du Saint-Nom de Jésus et portait l'inscription suivante :
D.O.M.

MONUMENTUM FAMILIAE LAMBERTI VANDER MEU

LEN HUJUS ECCLESIAE AEDITUI ET ELI

SABETH COSYNS 2dae UXORIS CONJUGUM AC POSTERORUM

OBIIT ILLA I 8bris 1739 ILLE VERO 18 8bris 1736

R.I.P.

## Héraldique
| Armes                  | Blasonnement | Image |
| ---------------------- | --- | ----- |
| Famille van der Meulen | parti : au I d'or à l'aigle bicéphale de gueules ; au II, écartelé, au 1 et 4 de gueules au sautoir d'hermine accompagné en pointe d'une molette d'or (qui est van de Voorde), au 2 et 3 de sable au lion d'argent armé, lampassé et couronné à l'antique d'or (qui est Brabant-Gaesbeek) |       |
| Variante               | parti: au 1 d'or à l'aigle bicéphale de sable; au II écartelé: au 1 et 4 de gueules au sautoir d'hermine, au 2 et 3 de sable au lion d'or |       |

## Familles alliées
- de Beckers
- van der Belen[27]
- de Bleser
- Comperis
- Cosyns
- De Pauw
- van Dievoet
- Frémineur
- Govaerts
- Leyniers
- t'Seraerts[28]
- Swalus
- Verluytgaerde dit Winnepenninckx

### Sources
Cet article est basé sur les articles Famille Van Dievoet et Étangs des Enfants Noyés. Voir leurs historiques pour la liste des auteurs.